# Passeur (Égypte antique)
Pour les articles homonymes, voir Passeur.
Le Passeur est une des nombreuses thématiques de la littérature funéraire de l'Égypte antique. Le passeur et son bac apparaissent d'abord dans les Textes des pyramides. Ses apparitions s'enrichissent et se développent ensuite dans les Textes des sarcophages puis dans les exemplaires du Livre des Morts. Dans tous ces textes, le passeur est un dieu assoupi et un marinier d'eau douce. Le défunt, roi ou particulier, se présente devant cette divinité pour lui demander de lui faire franchir un cours d'eau et de l'amener dans un lieu paradisiaque. Cette notion de traversée est évidemment inspirée de la géographie de l'Égypte antique ; le pays étant traversé du sud au nord par le Nil. En l'absence de tout pont, le bac est de fait le seul moyen de gagner la rive d'en face. Le passeur, métier très fréquent en Égypte antique, n'a pas manqué de créer tout un imaginaire mythologique et éthique.  

## Le «sans barque»

### Réprobation
Depuis la plus haute antiquité, le Nil et ses canaux sont des artères de communications pour un grand nombre de barques. Mais pour tous ceux qui ne disposent pas d'une embarcation, ces voies d'eau sont autant d'obstacles dans les déplacements. Avoir ou non une barque est une notion si vitale que la langue égyptienne reflète ce fait. Le mot « iouy » désigne ainsi toute personne ne possédant pas une barque. La notion d'immobilité étant dans l'écriture symbolisée par un bovidé couché lors d'une de ses longues périodes de rumination ! Le « sans-barque » est un être sociologiquement ambivalent. Son aspect malfaisant l'assimile aux perturbateurs sociaux privés de tout destin post-mortem favorable. Il représente aussi un des nombreux complices du terrible dieu Seth, l'ennemi du généreux Osiris. Cet aspect néfaste apparait dans le lexique égyptien. Le mot « iou » qui est à la base du mot iouy signifie plainte, tort ou crime et le mot « iout » renvoi à fautif et méfait. Le sage Ptahhotep dans la douzième maxime de son enseignement montre bien le rapprochement qui est fait dans la pensée égyptienne entre les perturbateurs et les « sans-barque ». Le mauvais fils est mis au même plan qu'un « sans-barque » : 

« S'il se rebelle contre ce que tu dis, tandis que sa bouche prononce de méchantes paroles, alors éloigne-toi de lui, que rien ne vienne en sa possession, chasse-le; car ce n'est certes pas ton fils, il n'a pas été mis au monde pour toi. Tu en feras un serviteur à cause de ses paroles, tu le placeras parmi ceux qui sont blâmables; Dieu avait déterminé son malheur alors qu'il était encore dans le sein de sa mère. Celui que les dieux guident ne peut errer, mais le « sans-barque » ne peut trouver un moyen de traverser. »

— Enseignement de Ptahhotep, fin de la Maxime 12.

### Charité
Le « sans-barque », malgré ses aspects négatifs, est un thème de la générosité publique car lui venir en aide est un acte de charité. Aussi dès l'Ancien Empire lorsqu'un personnage opulent veut se mettre en valeur dans sa biographie inscrite dans son temple funéraire, il déclare entre autres avoir aidé le « sans-barque » à traverser le fleuve. Lors de la traversée du bac, le bon comportement du passeur et des passagers sont de mise. Ce savoir-vivre est évoqué dans quelques-unes des nombreuses recommandations que les pères enseignent à leurs fils dans les sagesses ; ces compilations de bons conseils et de maximes.   

« Sois silencieux quand tu es passager dans le bac, donne un paiement pour le transport. »

— Enseignement du papyrus Chester Beatty IV, Traduction de Pascal Vernus

« Ne refuse pas à un homme de traverser le fleuve quand tu as toutes tes aises dans le bac. Si on te tend une barre au milieu du flot, écarte tes bras pour la saisir. Il n'y a point d'abomination pour la divinité si quelqu'un d'embarqué ne pouvait être négligé. Si tu acquiers pour ton compte un bac sur le fleuve, ne t'acharnes pas à demander le prix du passage pour son utilisation. Exige le prix du passage du riche, mais ne tiens pas compte du pauvre. »

— Enseignement d'Amenemopet, chap. 29. Traduction de Pascal Vernus
Faire traverser le fleuve est un important acte de générosité qui figure en bonne place dans la formule 125 du Livre des morts. Lors de la pesée du cœur dans le tribunal d'Osiris, le défunt après avoir nié ses péchés devant quarante-deux juges, affirme pour faire pencher la balance en sa faveur :

« J'ai satisfait dieu par ce qu'il aime: j'ai donné du pain à l'affamé, de l'eau à l'altéré, des vêtements à celui qui était nu, une barque à celui qui n'en avait pas, (...) Alors sauvez-moi, protégez-moi, ne faites pas de rapport contre moi devant le grand dieu !  »

— Traduction de Paul Barguet

### Parabole
Une parabole figurant dans l'enseignement d'Amenemopet, combine l'ambivalence des deux représentations morales forgées sur l'image du « sans-barque ». La réprobation de l'ennemi y est symbolisée par la solitude du colérique bavard. Seul et abandonné sur un rivage hostile, le réprouvé doit faire face aux forces du désordre (isefet). La tempête et le crocodile étant des images séthiennes. La justice et la rectitude (Maât) est démontrée par la charité de l'homme sage et réfléchi. Il accueille le misérable à bord de sa barque puis lui offre de partager sa nourriture :
Ne hurle pas contre ton opposant.

Ne lui rétorque pas en ton nom propre.

Abandonne le scélérat au bord du canal, il y vomira ses glaires.

Son heure se termine lorsque le vent du nord descend.

Quand la tempête rejoint le vent, la nuée est épaisse et les crocodiles mauvais.

Ô bouillant personnage ! À quoi ressembles-tu  maintenant ?

Il pousse des cris. Sa voix porte haut vers le ciel.

Ô Lune ! Démasque ses méfaits !

 

Navigue et fait traverser le méchant.

Car on n’agit pas selon sa mauvaise nature.

Remonte-le à bord, donne-lui la main.

Laisse son sort aux mains de Dieu.

Remplis sa panse de ton pain.

Qu’il soit rassasié et honteux.

Une autre valeur est dans le cœur de Dieu ;

Temporiser puis parler.
— Enseignement d'Amenemopet, fin de la Maxime 2

## Passeur et destinée royale

### Barques royales
Le souverain égyptien est l'antithèse parfaite du « sans-barque ». Sa mobilité sur le fleuve, même dans la mort, est mise en valeur. Bien avant l'apparition d'inscriptions textuelles sur les parois des chambres souterraines dans les pyramides, la thématique de la barque (et donc de la traversée du fleuve) est clairement attestée par des découvertes archéologiques.

#### Barque de Khéops

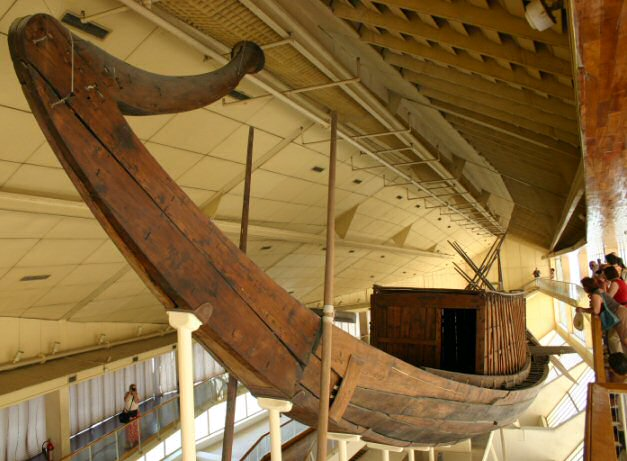
Vue générale de la barque solaire de Khéops.

Le complexe funéraire de Khéops ne comporte pas d'inscriptions funéraires tels les Textes des pyramides. Cependant, malgré ce manque, le roi est doté symboliquement d'un moyen de transport fluvial. Enfouie depuis plus de 4 500 ans, la barque funéraire du roi Khéops est découverte en 1954 au pied de la face méridionale de sa pyramide. Réalisée en bois de cèdre et munie de tout son outillage (rames, cordes et cabine), elle gisait jusqu'au moment de sa découverte dans une fosse creusée dans le rocher et recouverte par de larges dalles de calcaire. Cette fosse scellée par Djédefrê, le successeur de Khéops, contenait une barque royale démontée en 1 224 pièces détachées. Remontée, elle est à présent exposée dans un musée situé à l'endroit exact où elle fut trouvée. L'embarcation mesure 43,30 mètres de long, sa proue s'élève à une hauteur de cinq mètres et sa poupe à sept mètres.
Non loin, une autre fosse a été  découverte. Cette dernière contient une seconde barque royale démontée. Afin d'assurer sa conservation, elle y a été maintenue en l'état.

#### Autres attestations
D'autres fosses à barques royales et solaires ont été découvertes mais seules les deux fosses du roi Khéops (IVe dynastie) contenaient encore une barque en bois. Le roi Niouserrê de la Ve dynastie s'est fait construire un temple solaire. Le long du côté occidental de ce monument a été dégagée une grande fosse à barque. Après lui, le dernier représentant de cette dynastie, le roi Ounas a fait creuser deux fosses sur le côté gauche de la chaussée processionnelle. Longues de quarante-cinq mètres, elles prennent la forme d'un navire. Les assises de ces deux excavations rappellent la courbure de la coque d'une barque. Plus modestement, la reine Neith épouse du roi Pépi II (VIe dynastie) a disposé d'une fosse où avait été déposée une flottille de seize barques miniatures.

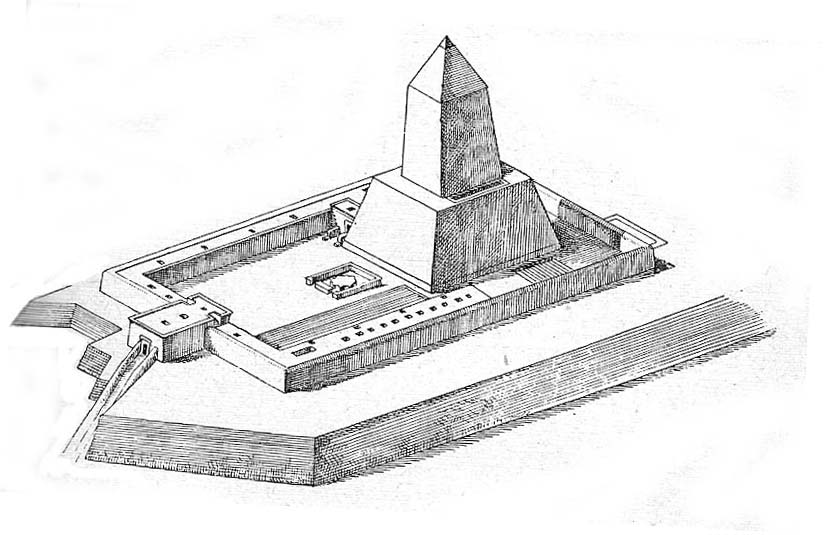
Temple solaire d'Abou Ghorab du roi Niouserrê.
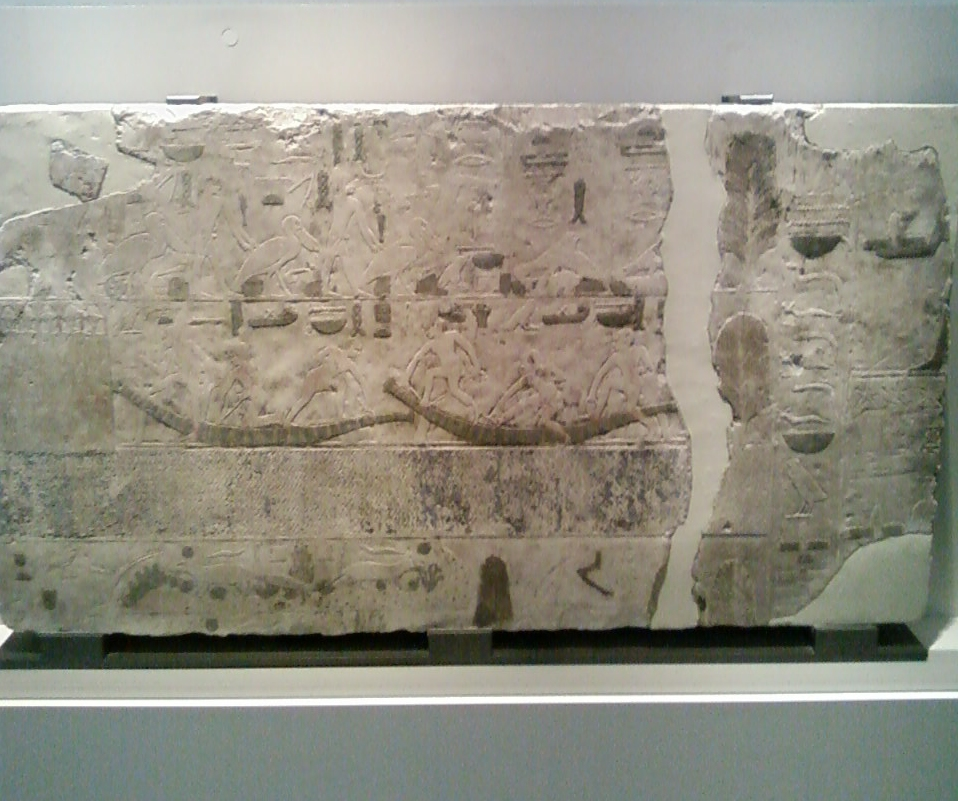
Représentation d'un chantier de construction de barques en papyrus (relief du temple solaire de Niouserrê.)
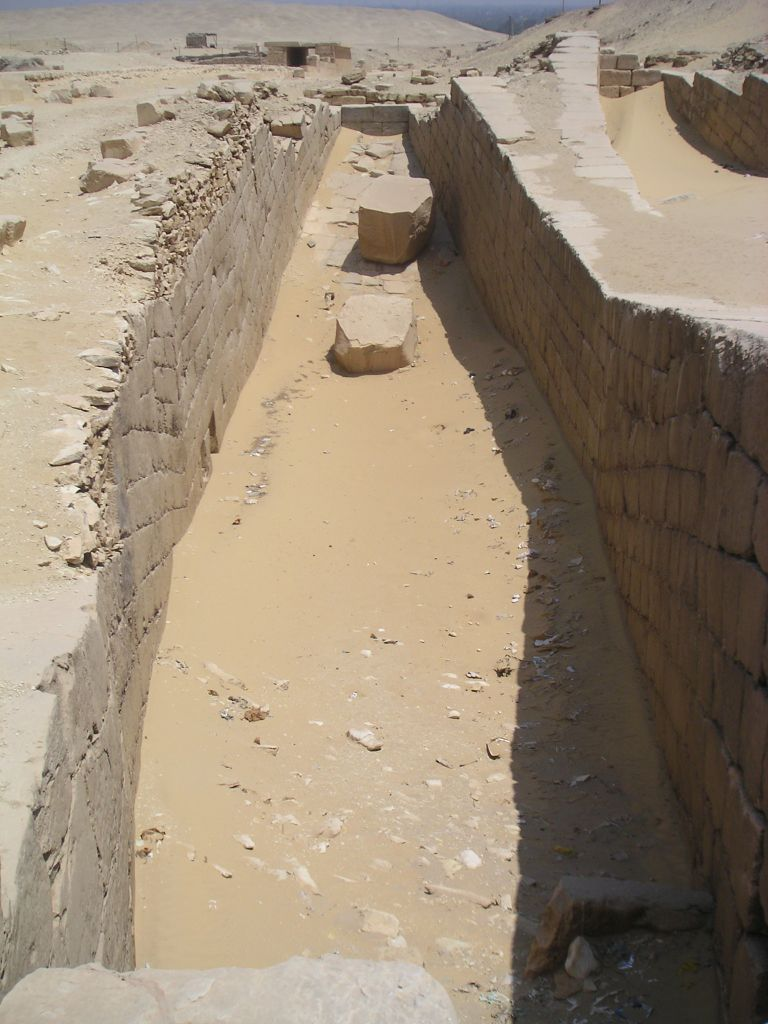
Fosse à barque du roi Ounas.

### Passeurs divins
Le corpus des Textes des pyramides fait apparaître une cinquantaine de dénominations attribuées à différentes divinités jouant le rôle de passeurs des différents cours d'eau et canaux des contrées célestes.
| G17 · D36 | F26 · N35 | X1 · P1 |

| G17 · D36 | F26 · N35 | X1 · P1 |

| G17 · D36 | F26 · N35 | X1 · Z4 · P1 | A1 |

| G17 · D36 | F26 · N35 | X1 · Z4 · P1 | A1 |

| U2 · D4 | G1 | M16 | G1 | I9 |

| U2 · D4 | G1 | M16 | G1 | I9 |

| D36 · N29 | N35 | A40 |

| D36 · N29 | N35 | A40 |

### Traversée royale
Le passeur est dès l'Ancien Empire un redoutable personnage mythique. Le franchissement du fleuve par le roi défunt est une thématique récurrente dans les Textes des pyramides. Ce passage fluvial y est assimilé à un voyage vers les contrées de l'Au-delà comme les « Champs des Roseaux ». Dans les inscriptions du couloir de la pyramide à textes du roi Méryrê-Pépi, il apparait que le souverain est parfaitement au courant de l'existence de la triste condition du « sans-barque ». Mais sa condition royale et son statut de juste lui permettent d'ignorer ce problème.

« Ô toi qui fait traverser les « sans-barque » justifiés, passeur du Champ des Roseaux ! Méryrê est justifié auprès du ciel et auprès de la terre. Pépy est justifié auprès de cette île de la terre. Il a nagé et il est arrivé à cette île qui est entre les cuisses de Nout (la déesse du ciel). (...) Fait traverser Pépy vers le Champ du magnifique trône du grand dieu qui fait ce qu'on doit y faire avec les bienheureux Imâkhou, il les assigne à la nourriture, il les destine aux produits de la chasse et de la pêche. »

— Textes des pyramides, chap 517, § 1188 a-f et § 1191 a-c
La mobilité est attachée à tout roi défunt. Cette capacité de se mouvoir est une caractéristique du souverain car elle signifie la négation de son décès et de l'immobilité de sa dépouille mortelle.

« Ô Iou, passeur du Champ de Hotep, apporte le bac à Pépy. Pépy est celui qui va, Pépy est celui qui vient. Un fils de la barque du jour qu'elle a mis au monde devant la terre. »

— Textes des pyramides, chap 517, § 1193a-1194a.
Tous les moyens sont mis à la disposition du roi défunt pour qu'il ne reste pas tel un misérable « sans-barque ». Les plus grands dieux du panthéon tels Horus et Thot viennent à son aide lorsqu'il s'agit de lui faire traverser un cours d'eau. Sur le mur occidental du vestibule de la pyramide de Pépi Ier, ces deux divinités transformées en oiseaux viennent au secours du souverain:

« Fais traverser Pépy avec toi, Horus. Fais-le traverser, Thot, sur le bout de ton aile tel Sokar qui dirige la barque-Maât. Horus ne couche pas derrière le canal, Thot n'est pas un sans-barque. Il est certainement hors de question que Pépy soit un sans-barque. Pépy possède l'Œil d'Horus. »

— Textes des pyramides, chap.566 § 1429 a-e
Son grand-père, le roi Ounas a déjà été confronté à cette problématique du passeur récalcitrant, le texte étant inscrit sur la paroi méridionale de l'antichambre:

« Réveille-toi en paix, Heref-hâef, en paix, Mââou-hâef, en paix ! Passeur du ciel, en paix, passeur de Nout, en paix, passeur des dieux. Ounas viens vers toi pour que tu le fasses traverser avec ce bac dont habituellement tu fais traverser les dieux. (...) Si tu ne fais pas traverser Ounas, il va sauter, il va se placer sur l'aile de Thot, alors c'est lui qui va faire traverser Ounas vers ce côté là. »

— Textes des pyramides, chap.270 § 383a-384a et 387a-c

## Dialogue avec le passeur

### Textes des pyramides
Dans les Textes des pyramides, les souverains des Ve et VIe dynasties, au cours de leurs ascensions vers le ciel, peuvent arriver devant un cours d'eau. Pour le traverser le roi fait appel à un passeur et lui ordonne de lui amener une barque. Le passeur dans ces cas de figure est muet et doit se contenter d'obéir à cette injonction royale. Mais il se fait pourtant déjà implicitement jour que cette traversée ne va pas de soi ; les relations entre le roi et le passeur sont tendues et ce dernier pourrait ne pas embarquer le roi. Cependant, il n'y a que dans les chapitres 310 et 505 que le passeur commence un dialogue avec le roi :

« - Heref-em-Khenet, Heref-em-mehâef, apporte ceci à Ounas.
- Quelle barque doit-on t'apporter ?
- Apporte à Ounas « Celle qui vole et qui atterrit. » »

— Textes des pyramides, chap. 310 § 493b-494b

« - Heref-hâef, fais traverser Pépy vers le Champ des roseaux.
- D'ou viens-tu ?
- Il est venu d'Arouret, son serpent est issu d'un dieu, l'uræus issu de Rê. Fais le traverser, emmène-le dans le Champ des roseaux. »

— Textes des pyramides, chap. 505 § 1091a-1092b
Les versions postérieures de ces deux dialogues sont plus étoffées. Bon nombre de détails ne seront développés qu'au Moyen Empire dans les Textes des sarcophages. Mais déjà sur la paroi méridionale de la chambre funéraire de la pyramide de Qakarê-Ibi (VIIIe dynastie) s'entame un réel dialogue :

« - Mahaef, réveille-moi Âqen.
- Qui parle ?
- C'est moi, je suis celui qui a aimé son père, j'ai aimé mon père. (...)
- Réveille-moi Âqen, regarde, je suis venu.''
- Pourquoi le réveillerai-je pour toi ?
- Pour qu'il m'apporte ce que Khnoum a assemblé en dehors du Canal Khendjouy. »

— Textes des pyramides, chap.900 § 4001d-4003b

### Tombes de Râdjaa et Padiamenopé

#### Présentation
Le début du dialogue du roi défunt avec le passeur qui figure dans la pyramide de Qakarê-Ibi est repris bien plus tard, considérablement enrichi (vingt-sept questions-réponses), dans deux tombes de particuliers. Le grand prêtre d'Héliopolis Râdjaa a vraisemblablement fait construire sa tombe dans la nécropole de sa ville à l'époque des XXVe et XXVIe dynasties même si des éléments architecturaux (sarcophage, choix des textes) se réfèrent délibérément au Moyen Empire. Une longue version du dialogue est inscrite sur une paroi sur cinquante colonnes de texte (numérotées de dix-sept à soixante-sept). Le modèle de cette version selon sa paléographie date du règne de Sésostris Ier. Un possible contemporain de Râdjaa, le prêtre lecteur en chef Padiamenopé (XXVe dynastie) a lui aussi fait figurer cette version du dialogue dans sa tombe à Thèbes (TT33).

#### Structure du texte
Le défunt demande au passeur Mahaef de lui amener un bac. Pour affirmer son autorité il se réfère au conflit de Horus avec Seth ; il se présente en tant qu'Horus en route pour réanimer son père Osiris. Deux fois de suite il ordonne à Mahaef de réveiller Âqen car il veut disposer de la barque construite par Khnoum. Cependant Mahaef n'est pas disposé à réveiller Âqen. De plus, il annonce au défunt que la barque est démontée. Suivent cinq questions où le défunt doit identifier dans ses réponses les cordages de l'embarcation à des faits mythiques :

« - Cela étant tout ce que tu dis pour que je te le révèle : et bien, elle est démontée et on ne trouve pas les cordes y afférentes.
- Tu apporteras donc les poils qui se dressent sur la queue de Seth.
- Mais alors d'où seront apportés ses cordages ?
- Tu apporteras donc cette toile qui provient de Soutiou et que Horus et l'Ombite (Seth) ont embrassée en ce beau jour du Nouvel An.
- D'où seront apportées alors ses lanières ?
- C'est la lèvre inférieure de Bebon. »

— Traduction de Susanne Bickel (colonnes 28 à 33).
La partie suivante est lacunaire. Malgré les manques, on devine que neuf questions-réponses portent sur un personnage, une sorte de capitaine capable de conduire et diriger la barque. Les sept questions suivantes se portent sur la voilure (mât, haubans, voile), puis deux questions se réfèrent au point d'arrivée. Là, le défunt affirme qu'il fixera la barque sur les rives du Champ de Hotep. Dans les réponses aux quatre dernières questions, le défunt s'identifie à la barque .

« - Réveille moi donc Âqen, toi qui es plein de vie !
- Qui donc t'a amené de nouveau ?
- Je suis sorti sur cette iket-seferet de la carène, mon côté bâbord est son côté bâbord, mon côté tribord est son côté tribord, les membrures et sa carène, j'ai rendu droit ses côtes.
- Qu'as-tu fait pour elle ?
- Ce sont des pièces de choix que j'ai préparées, toute la nuit, des oies ont été ligotées, les pièces de choix ont été découpées.
- Qui est-ce qui les a choisis pour elle ?
- Horus des gouverneurs, le vénérable, le noble, le grand voyant, le père divin Râdjaa. »

— Traduction de Susanne Bickel (colonnes 62 à 67

### Variantes textuelles
La version du dialogue avec le passeur que l'on trouve d'abord chez le roi Qakarê Ibi puis chez les notables Râdjaa et Padiamenopé présente des similitudes avec le chapitre 397 des « textes des sarcophages ». Mais, toutes les versions découvertes du chap. 397 montrent qu'il existait pourtant une seconde origine textuelle. Dans la tombe de Râdjaa, le dialogue s'arrête avant que Mahaef ne réveille Âqen. Le chapitre 397, présente un dialogue encore plus développé. Le défunt doit se d'abord se soumettre à une longue discussion avec Mahaef (trente-quatre questions/réponses) entrecoupée par huit supplications à Mahaef de vite réveiller Âqen. 

« - Ô Celui qui voit derrière lui (Mahaef), réveille-moi Âqen, vite !
- Me voici venu !
- Qui es-tu, qui vient ?
- Je suis un magicien.
- Es-tu complet ?
- Je suis complet.
- Es-tu équipé ?
- Je suis équipé.
- Est-ce qu'on t'a remis en état les deux membres ?
- On m'as remis en état les deux membres. »

— Extrait du chap. 397. Traduction de Paul Barguet.
Finalement Âqen sort de son sommeil pour prendre le relais de Mahaef dans la poursuite de l'interrogatoire. Seize questions sont posées au défunt entrecoupées par cinq supplications de ce dernier à lui amener la barque. Le dialogue avec Âqen se termine lorsqu'il demande au défunt de prouver qu'il sait compter sur ses doigts :

« - Ô Âqen, amène-le moi, vite ! Me voici venu !
- Est ce que je pourrais ne pas te l'amener, ô magicien ? Car ce dieu majestueux dira encore : « M'as-tu amené quelqu'un qui ne sait pas compter sur ses doigts ? »
- Il dira : « je sais compter sur mes doigts. »
- Eh bien, compte donc, que je t'entende !
Tu as pris l'un ; tu as pris l'autre ; tu l'as supprimé, tu l'as arraché de lui ; redonne-moi donc ce qui sentait bon à mon visage ; ne te détache pas de lui, ne le ménage pas ; tu as éclairé l'œil ; redonne-moi l'œil. [Le compte se fait, par jeux de mots, sur les dix doigts] »

— Extrait du chap. 397. Traduction de Paul Barguet.
Le chap. 398 du même corpus décrit la même thématique du passeur. Cette version est aussi fréquente que le chap. 397 mais ces deux variations n'apparaissent jamais ensemble sur un même sarcophage. Dans le chap. 398, les divinités Mahaef et Âqen ne sont pas nommées. De plus, l'interrogatoire de ce chapitre ne se présente pas comme un dialogue mais comme une liste où les différentes pièces de la barque sont mises en parallèle avec des divinités. Le savoir est ainsi résumé à l'essentiel, à de simples mots-clés. Cette présentation pourrait prouver son ancienneté :

« Ses cordages. La bave qui est dans la bouche d'Osiris.
Ses écopes. Les dents d'Osiris en tombant après qu'il eut étreint le sol à Nedjit. (...)
Ses membrures. Les côtes de Nephtys. (...)
Son gouvernail. Le dieu de Nétchérou et la déesse de Nétchérou. »

— Extraits du chap. 398. Traduction de Claude Carrier.
Le chap. 404, montre les éléments de la barque se substituer au passeur. Les pièces détachées parlent et interrogent directement le défunt :

« - Dis mon nom ! est ce qui a été dit par l'amarre de proue.
- Ô cette tresse d'Isis qu'Anubis a attaché au travail de l'Embaumeur.
- Dis mon nom ! est ce qui a été dit par le piquet d'amarrage.
- Maîtresse du Double Pays dans la chapelle, est ton nom.
- Le nom du maillet ?
- C'est la croupe du Taureau-tchaou ! »

— Extrait du chap. 404. Traduction de Claude Carrier
Au chap. 405, le défunt énumère les composantes de la barque en les assimilant aux dieux :

« Je connais le nom de cette barque dans sa totalité. Je connais le nom de son cordage de proue. Cette tresse d'Isis qu'Anubis a attaché au travail de l'Embaumeur est son nom.
Je connais le nom de son piquet d'amarrage. Maîtresse du Double Pays dans la chapelle, est son nom. Je connais le nom de son maillet : c'est la jambe de Tchaousepef! »

— Extrait du chap. 405. Traduction de Claude Carrier.
Dans le « livre des morts », le dialogue du défunt avec le passeur apparait dans deux versions du chapitre 99. Une version découle du chapitre 397 des « textes des sarcophages » et l'autre du chapitre 404.